# Thérèse Renaud
Pour les articles homonymes, voir Renaud (homonymie).
Thérèse Renaud, aussi connue sous le nom de Thérèse Leduc, née le 3 juillet 1927 à Montréal et morte le 12 décembre 2005 à Paris, est une poète, romancière, essayiste, actrice et astrologue québécoise,. 

## Biographie
Thérèse Renaud étudie les arts et le théâtre notamment avec Estelle Maufette et Ludmilla Pitoëf au Québec, entre 1940 et 1945, puis elle part à Paris en 1946 pour y poursuivre ses études,.   
Elle est la conjointe du peintre Fernand Leduc qu'elle rencontre à Montréal à l'été 1944.   
Membre du groupe des automatistes,Thérèse Renaud est cosignataire, avec une quinzaine d'autres artistes, du célèbre manifeste Refus global (1948) qui prône une rupture avec le conservatisme du Québec,,.  
Jouant un rôle majeur dans l'évolution du mouvement automatiste, elle publie d'abord Les sables du rêve (Les Cahiers de la file indienne, 1946), premier texte poétique automatiste signé par une femme québécoise,.       
Marquant l'histoire de l'écriture des femmes du Québec, elle fait également paraître plusieurs recueils de poésie, des récits, des nouvelles, un roman ainsi qu'un essai.        
En poésie, elle publie notamment Plaisirs immobiles (Éditions du Noroît, 1981), Jardins d'éclats (Écrits des Forges, 1990) ainsi que Les songes d'une funambule (Écrits des Forges, 2001),.       
Elle fait également paraître des récits et des nouvelles dont Une mémoire déchirée (Hurtubiuse, 1978) ainsi que L'horizon déployé : récit d'une quête (Fides, 2010),,. Comme romancière, elle publie Le choc d'un murmure (Éditions Québec Amérique, 1988).      
En 1953, elle revient au Québec pour poursuivre une carrière de comédienne et de chanteuse, tout en participant à des émissions à la radio et à la télévision. En 1959, elle retourne à Paris pour y continuer son travail d'écriture,. Elle est également astrologue pendant quelques années.   
Thérèse Renaud est décèdée à Paris le 12 décembre 2005 à l'âge de 78 ans.

## Œuvres

### Poésie
- Les sables du rêve, avec des dessins de J.-P. Mousseau, Montréal, Les Cahiers de la file indienne, 1946, 37 p.
- Les sables du rêve, Montréal, Les Herbes rouges, 1975, 27 p.
- Plaisirs immobiles, avec des dessins de Raymonde Godin, Montréal, Éditions du Noroît, 1981, 115 p. (ISBN 2890180514)
- Jardins d'éclats, Trois-Rivières, Écrits des Forges, 1990, 77 p. (ISBN 2890462021)
- N'être, avec des pastels de Fernand Leduc, Montréal, Les Intouchables, 1998, 94 p. (ISBN 2-921775-55-7)
- Les songes d'une funambule, Trois-Rivières, Écrits des Forges, Pantin, Le Temps des cerises, 2001, 81 p.  (ISBN 2-89046-661-2 et 9782890466616)

### Récits et nouvelles
- Une mémoire déchirée, Montréal, Hurtubise, 1978, 163 p.  (ISBN 0775801291)
- Subterfuge et sortilège, Montréal, Éditions Triptyque, 1988, 139 p. (ISBN 2890310728)
- L'horizon déployé : récit d'une quête, Montréal, Fides, 2010, 172 p.  (ISBN 978-2-7621-3007-2)

### Roman
- Le Choc d'un murmure, Montréal, Éditions Québec Amérique, 1988, 195 p. (ISBN 2890373452)

### Essai
- Un passé recomposé : deux automatistes à Paris : témoignagnes, 1946-1953, Montréal, Éditions Nota Bene, 2004, 180 p. (ISBN 2-89518-175-6)